# Artiluk
Artiluk je dubrovački srebreni novac koje se kovao između 1627. do 1701. godine. Na prednjoj strani, odnosno licu, prikazan je sveti Vlaho dok je na stražnjoj strani navedena vrijednost kovanice. Masa kovanica varira između 1,15 i 2,22 grama.
Jedan artiluk vrijedio je 3 dinarića, odnosno 18 solda.